# NGC 4612
NGC 4612 ist eine 11,5 mag helle Linsenförmige Galaxie vom Hubble-Typ SB0 im Sternbild Jungfrau nördlich der Ekliptik. Sie ist schätzungsweise 76 Millionen Lichtjahre von der Milchstraße entfernt und hat einen Durchmesser von etwa 60.000 Lj. Die Entfernungsmessungen basierend auf den Radialgeschwindigkeiten stimmen nicht mit den rotverschiebungsunabhängigen Entfernungsschätzungen von 55 ± 8 Millionen Lichtjahren überein. Die Galaxie wird unter der Katalognummer VVC 1883 als Mitglied des Virgo-Galaxienhaufens gelistet.

Im selben Himmelsareal befinden sich u. a. die Galaxien NGC 4588, NGC 4623, IC 3617, IC 3733.
Das Objekt wurde am 23. Januar 1784 von Wilhelm Herschel  mit einem 18,7-Zoll-Spiegelteleskop entdeckt, der sie als „vS“ beschrieb.